# Augustine Choge

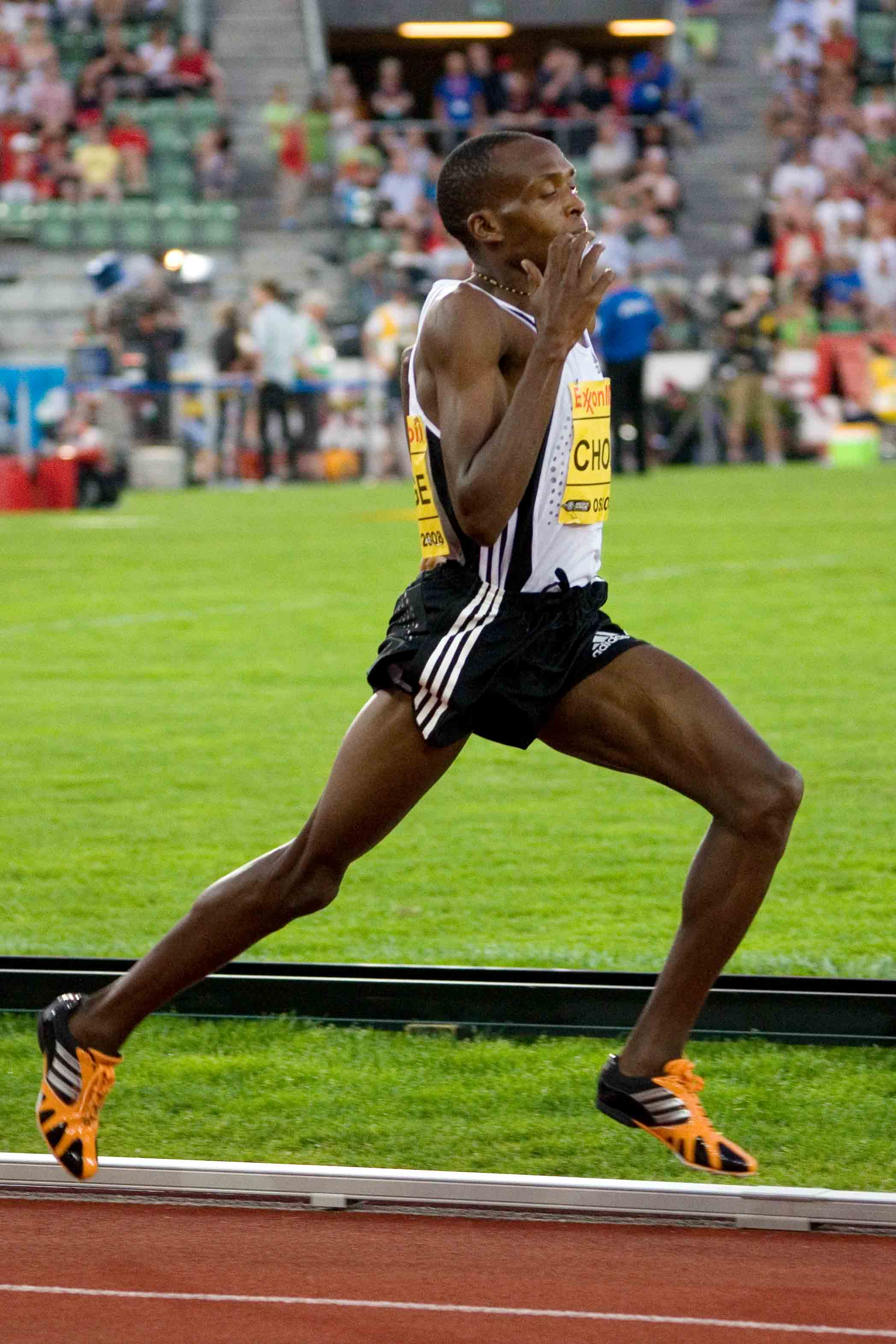
Augustine Choge disputant le Dream Mile à Oslo en 2008

Augustine Kiprono Choge (né le 21 janvier 1987 à Kipsigak) est un athlète kényan, spécialiste des courses de demi-fond.

## Biographie
Augustine Choge fait ses débuts sur la scène internationale à l'occasion des Championnats du monde de cross-country 2003, se classant quatrième de la course junior garçon et remportant la médaille d'or de la course par équipe avec ses coéquipiers de l'équipe du Kenya. La même année, il enlève trois titres lors des Championnats d'Afrique de l'Est Jeunesse, sur 800, 1 500 et 3 000 mètres. Il s'adjuge enfin le 3 000 m des Championnats du monde d'athlétisme jeunesse 2003 de Sherbrooke (Canada) devant l'Éthiopien Tariku Bekele. En 2004, Choge remporte l'épreuve du 5 000 m des Championnats du monde junior de Grosseto en 13 min 28 s 93, avant de se classer 3e de la Finale mondiale de l'athlétisme disputée en fin de saison à Monaco. Il réédite cette performance un an plus tard en terminant à la troisième place du 3 000 m. 
Le 20 mars 2006, Augustine Choge remporte la finale du 5 000 m des Jeux du Commonwealth de Melbourne en établissant en 12 min 56 s 41 un nouveau record de la compétition. Sélectionné dans l'équipe du Kenya pour les Jeux olympiques d'été de 2008 à Pékin, il ne prend finalement qu'une décevante dixième place en finale du 1 500 m.
Augustine Choge est entrainé par Colm O'Connell. Il mesure 1,62 m et pèse 53 kg.

## Palmarès
| Date | Compétition                        | Lieu                               | Résultat | Épreuve       |
| ---- | ---------------------------------- | ---------------------------------- | -------- | ------------- |
| 2003 | Championnats du monde de cross     | Lausanne                           | 4e       | Junior        |
| 2003 | Championnats du monde jeunesse     | Sherbrooke                         | 1er      | 3 000 m       |
| 2004 | Championnats du monde juniors      | Grosseto                           | 1er      | 5 000 m       |
| 2004 | Finale mondiale                    | Monaco                             | 3e       | 5 000 m       |
| 2005 | Championnats du monde de cross     | St Etienne                         | 1er      | Junior        |
| 2005 | Finale mondiale                    | Monaco                             | 3e       | 3 000 m       |
| 2006 | Championnats du monde de cross     | Fukuoka                            | 7e       | Course courte |
| 2006 | Championnats du monde de cross     | Fukuoka                            | 1er      | Par équipes   |
| 2006 | Jeux du Commonwealth               | Melbourne                          | 1er      | 5 000 m       |
| 2006 | Finale mondiale                    | Stuttgart                          | 3e       | 1 500 m       |
| 2008 | Jeux olympiques                    | Pékin                              | 9e       | 1 500 m       |
| 2009 | Championnats du monde              | Berlin                             | 5e       | 1 500 m       |
| 2009 | Finale mondiale                    | Thessalonique                      | 3e       | 1 500 m       |
| 2010 | Championnats du monde en salle     | Doha                               | 11e      | 3 000 m       |
| 2010 | Ligue de diamant                   | Ligue de diamant                   | 2e       | détails       |
| 2012 | Championnats du monde en salle     | Istanbul                           | 2e       | 3 000 m       |
| 2014 | Championnats du monde en salle     | Sopot                              | 9e       | 3 000 m       |
| 2016 | Circuit mondial en salle de l'IAAF | Circuit mondial en salle de l'IAAF | 1er      | 3 000 m       |
| 2016 | Championnats du monde en salle     | Portland                           | 3e       | 3 000 m       |

## Records
Augustine Choge a été détenteur du record du monde junior du 3 000 mètres en 7 min 28 s 78, performance établie à Doha le 13 mai 2005.
| Épreuve      | Épreuve | Performance   | Lieu       | Date            |
| ------------ | ------- | ------------- | ---------- | --------------- |
| En plein air | 1 500 m | 3 min 29 s 47 | Berlin     | 14 juin 2009    |
| En plein air | Mile    | 3 min 50 s 01 | Londres    | 27 juillet 2013 |
| En plein air | 3 000 m | 7 min 28 s 76 | Doha       | 6 mai 2011      |
| En salle     | 1 500 m | 3 min 33 s 23 | Birmingham | 19 février 2011 |